# Río Kisha
El río Kisha (en ruso: Киша, en idioma adigué: Чегс, Chegs) es un río de la república de Adiguesia, en el sur de Rusia, afluente del Bélaya, de la cuenca hidrográfica del río Kubán.

## Curso
Tiene una longitud de 52 km y una cuenca de 499 km². Nace en las laderas septentrionales del Cáucaso occidental, en el sur de Adiguesia, cerca de su frontera con el krai de Krasnodar, 9 km al norte de Estosadok. Al inicio, este río montañoso lleva predominantemente dirección norte, recibiendo por la izquierda las aguas del Jolodnaya, para curvarse hacia tomar rumbo oeste progresivamente en su curso medio, y cambiar su curso hacia el noroeste al llegarle por la izquierda las aguas del Bezymiannaya. Los últimos kilómetros fluye por un valle paralelo al del Bélaya hasta 5 km al sureste de Jamyshki donde confluye con el Bélaya, a 202 km de la desembocadura de éste en el Kubán (embalse de Krasnodar). En sus orillas no hay ningún núcleo de población.